# 小椎实螺
小椎实螺（学名：Austropeplea ollula），亦作小錐實螺:52，是椎实螺科小椎实螺属的一种。主要分布于韩国、台湾，常栖息于水田、池塘、流速缓慢溪流等。